# Théâtre national Daniel-Sorano
Ne doit pas être confondu avec Théâtre Sorano.
Le Théâtre national Daniel Sorano (TNDS) est une salle de théâtre située à Dakar. C'est la scène nationale du Sénégal.
Son nom rend hommage au comédien franco-sénégalais Daniel Sorano. La diffusion de son interprétation de Cyrano de Bergerac à la télévision sénégalaise avait en effet rencontré un vif succès.
Plusieurs autres scènes, par exemple à Toulouse ou à Vincennes, portent également ce nom.

## Histoire
Le TNDS a été inauguré le 17 juillet 1965 par le président Léopold Sédar Senghor. La saison théâtrale s'était ouverte alors par une tragédie en wolof consacrée à Lat Dior – le dernier damel du Cayor –, Lat Dior, ou le chemin de l’honneur de Thierno Bâ, mise en scène par Alioune Oumy Diop.
Le théâtre a été dirigé pendant une vingtaine d'années par Maurice Sonar Senghor, acteur et metteur en scène, créateur du Ballet national du Sénégal.
Le TNDS a fait l'objet d'importants travaux de réfection en 1999.
Monsieur Ousmane Barro DIONE, ancien secrétaire général de la Compagnie a été nommé depuis le 19 Octobre 2022,  nouveau Directeur général de la Compagnie du théâtre national Daniel Sorano.
Depuis sa nomination, le Directeur général s’est illustré par un leadership visionnaire qui a transformé l’institution culturelle emblématique en un véritable modèle de gestion et d’innovation. Retour sur des initiatives qui ont valu cette distinction méritée.
Des infrastructures modernisées pour des conditions de travail optimales
L’une des réalisations phares de l’année est l’acquisition de deux bus flambant neufs destinés aux déplacements des artistes et du personnel, témoignant de l’attention particulière portée à leur bien-être. De surcroît, d’importantes améliorations ont été apportées aux conditions de travail, notamment par la modernisation des espaces et des installations du Théâtre.
Un souffle de renouveau a également touché le cadre de vie grâce à des travaux d’embellissement et d’aménagements inédits : une nouvelle galerie d’art, un restaurant moderne, une salle de sport, une salle de répétition équipée et une salle polyvalente d’une capacité de 250 places.
La décentralisation comme moteur d’inclusion culturelle
Poussant plus loin l’idée de rendre la culture accessible à tous, le Directeur général a lancé des concepts novateurs de décentralisation des activités. « Sorano Chez-Vous », « Sorano et sa Diaspora », « Sorano à l’École » et « Sorano dans les Prisons » ont permis de rapprocher le Théâtre des communautés, en portant l’art et la culture au plus près des citoyens.
Ces initiatives ont donné une nouvelle dynamique à l’engagement social et à la mission éducative de Sorano, renforçant son rôle de levier culturel national.
Une coopération internationale renforcée
Sur le plan international, le Théâtre Sorano s’est hissé au rang d’acteur culturel mondial grâce à des partenariats stratégiques établis avec des institutions en Belgique, aux États-Unis, en Russie, en Australie et au Japon. Ces collaborations fructueuses ont ouvert des opportunités d’échange et de partage, consolidant la position du Sénégal sur la scène culturelle internationale. nouveau concept "Sorano Chez-Vous" qui inaugure l'ère des tournées de décentralisation a connu un francs succès.

## Organisation
La salle peut accueillir plus de 1 000 spectateurs.
L'ensemble comprend en réalité trois structures indépendantes, mais solidaires :
- L’Ensemble national de Ballet ;
- La Troupe nationale dramatique ;
- L’Ensemble lyrique traditionnel.